# Boston Marathon
Boston Marathon er et maratonløb i Boston i Massachusetts, USA. Løbet regnes i dag som et af verdens mest prestigefulde maratonløb. Det har været afholdt siden 1897, og er dermed verdens ældste maratonløb. Løbet afholdes hvert år på den tredje mandag i april, der i USA er kendt som Patriots' Day. Der deltager hvert år ca. 20.000 løbere, der gennemfører ruten gennem Bostons gader. 
Boston Marathon er et af de seks maratonløb, der udgør World Marathon Majors. De fem andre er Tokyo Marathon, London Marathon, Berlin Marathon, Chicago Marathon og New York City Marathon.

## Kvalificering krav
Boston marathon er specielt, ved at have krav til løbere som ønsker at deltage. For at deltage skal man have gennemført et godkendt marathonløb i en kvalificerende tid. Tiden ændres fra år til år og er afhængig af deltagerens alder ved løbsstart. Eksempelvis skulle en løber på 35-39 år have løbet i en tid under 3:10 for mænd og 3:40 for kvinder for at kunne ansøge om deltagelse til Boston Marathon i 2014. Det er dog ikke alle marathonløb, der er godkendte som kvalificerende og løbet skal ydermere være gennemført indenfor en vis periode forud for Boston Marathon.

## Boston Marathon 2013
En bombe blev sprængt 50 meter fra mållinjen 4 timer, 9 minutter og 44 sekunder efter løbet blev sat i gang. Kort efter springer en anden bombe længere nede af samme gade. Tre mennesker døde og og mindst 183 mennesker blev skadet ved eksplosionerne.